# まんきゅう
まんきゅう（1980年5月27日 - ）は、日本のキャラクター映像作家、アニメ監督、脚本家。神奈川県川崎市出身。

## 来歴・人物
法政大学国際文化学部卒業後、フリーランスを経て、2006年にDLEに入社。2009年4月までmick boxを名乗りテレビ東京系列『ファイテンション☆スクール』『ファイテンション☆テレビ』にて『はなけろ』シリーズ、『開運！大便小僧』を手がける。
2009年4月にアニメ『伝染るんです。』監督に就任を期に、ペンネームをまんきゅう（幼少期のあだ名）に改名。DLE退社後、2009年10月1日ギャザリング取締役就任。2009年12月アニメ化が決定した『殿といっしょ』の監督に就任。
2017年3月31日をもってギャザリングを退社し、以後フリーランスとして活動。

## 参加作品一覧
2007年
- はなけろ（2007年 - 2009年、監督・脚本・キャラクターデザイン）

2008年
- 開運! 大便小僧（2008年 - 2009年、監督・脚本・キャラクターデザイン）

2009年
- 伝染るんです。（OVA、監督・脚本・絵コンテ・シリーズ構成）
- アセロラちゃん（監督・脚本・絵コンテ）
- としがみさま（紀文、監督・脚本・絵コンテ）
- 映画『TRICK』公式ホームページ用アニメ（監督・脚本・絵コンテ）

2010年
- 殿といっしょ（2010年 - 2011年、監督・脚本・絵コンテ・演出）

2011年
- 青春鉄道 コミックアニメ（監督・脚本・絵コンテ・演出）
- 劇場版『猿ロック』宣伝ムービー（監督・脚本・絵コンテ・演出）
- 30歳の保健体育（監督・絵コンテ・演出）
- カッコカワイイ宣言!（監督・脚本・絵コンテ・演出）
- 殿といっしょ 〜眼帯の野望〜（監督・脚本・絵コンテ・演出）

2012年
- カッコカワイイ宣言!（第2期、監督・脚本・絵コンテ・演出）
- NARUTO -ナルト- SD ロック・リーの青春フルパワー忍伝（絵コンテ）
- ポンピヨ探偵事務所（企画・監督・絵コンテ・演出・キャラクターデザイン）

2013年
- ぷちます! -プチ・アイドルマスター-（監督・脚本・絵コンテ・演出・シリーズ構成・OP）
- DD北斗の拳（アイデア・絵コンテ）
- どーにゃつ（監督・脚本・絵コンテ）
- 花のずんだ丸（絵コンテ）

2014年
- ぷちます!! -プチプチ・アイドルマスター-（監督・脚本・絵コンテ・演出・シリーズ構成）
- ガンダムさん（監督・脚本・演出）
- NARUTO -ナルト- 疾風伝（ED絵コンテ・演出）

2015年
- BAR 嫌われ野菜（監督・脚本・シリーズ構成）
- 北斗の拳 イチゴ味（監督・絵コンテ・演出）
- 弱酸性ミリオンアーサー（監督・絵コンテ）
- 磯部磯兵衛物語（監督）

2017年
- アイドルマスター シンデレラガールズ劇場（監督・脚本・絵コンテ）

2018年
- お前はまだグンマを知らない（監督・シリーズ構成）

2019年
- 映画 すみっコぐらし とびだす絵本とひみつのコ（監督）

2020年
- かくしごと（絵コンテ）

2023年
- 氷属性男子とクールな同僚女子（監督）
- ミギとダリ（監督・シリーズ構成・脚本・絵コンテ）

2024年
- アイドルマスター シャイニーカラーズ（監督）
- ウィッシュキャット（監督・ＳＢ／アニマティック監督・ストーリーボード・アニマティック制作）
- PUI PUI モルカー ザ・ムービー MOLMAX（監督）

2025年
- 遠井さんは青春したい！『バカとスマホとロマンスと』（監督）

## その他
- 「はなけろ」4コマ漫画「はなけろクンと小山クン」（「SANKEI EXPRESS」で毎月第3土曜日に連載）
- 「キャラさがしランド」（はなけろ／大便小僧）原画